# Le Gaulois (Belgique)
Pour les articles homonymes, voir Gaulois et Le Gaulois.
Le Gaulois (1944-1955) est un quotidien d'action wallonne fondé, peu après la Libération, le 11 octobre 1944 par François Simon, Alfred Harcq et Alfred Heine avec également un certain nombre de Wallons de Bruxelles. Le sous-titre du quotidien est Pour la défense de la Wallonie et de la civilisation française. Les fondateurs estiment que la question nationale belge est méconnue, notamment à Bruxelles. Il faut que le Mouvement wallon s'y fasse entendre. Le titre du journal est une sorte de réponse implicite au rexiste Léon Degrelle qui avait proclamé à Liège en janvier 1941, que les Wallons étaient (comme les Français du Nord de la France) des « Germains. » Pour le journal, l'esprit de la collaboration belge demeure présent. 

## Un journal de gauche de tendance rattachiste
La tendance politique du quotidien est à gauche mais ce n'est pas un journal lié à un parti politique. Il prend la défense de la Wallonie, notamment contre le Parti catholique qui, selon les rédacteurs du journal a engendré le rexisme et la Ligue nationale flamande. Pour Le Gaulois, il faut au minimum que l'État belge devienne un État fédéral, mais il est plus fortement question dans ses colonnes de l'indépendance de la Wallonie ou de sa réunion à la France, thèse que son directeur défendra d'ailleurs au Congrès national wallon d'octobre 1945. 
Les positions du journal lui valent les critiques de journaux comme La Dernière Heure ou La Libre Belgique, mais aussi de militants wallons plus modérés comme Élie Baussart qui estime dans La Cité nouvelle que la cause wallonne pâtit de la hargne dont fait preuve ce quotidien de Bruxelles à l'égard des Flamands.
Lors du vote et de la discussion du premier gouvernement d'Achille van Acker (1945), des allusions sont faites au journal, notamment par Pierre Nothomb. Le député Van Dieren demande au gouvernement s'il va se laisser dicter sa politique par la France via Le Gaulois, notamment en ce qui concerne le problème rhénan.

## Le ministre Mundeleer interdit la parution duGaulois
Le 5 avril 1945 - fait rarissime dans l'histoire politique belge - le ministre de la Défense nationale Léon Mundeleer suspend le journal pour une durée indéterminée à la suite d'un article (une lettre de lecteur), intitulée Les Flamands sur le Rhin ou la sécurité à rebours où l'auteur rappelle les défections flamandes lors de l'invasion allemande en 1940 notamment à la bataille de la Lys. L'interdiction de paraître se fonde sur un arrêté ministériel du ministre de la Défense nationale du 14 novembre 1944 qui permet au gouvernement d’empêcher la circulation, la mise en vente et la distribution de journaux, brochures, écrits de nature à favoriser l’ennemi ou à ébranler le moral des armées ou des populations. La suspension du journal dure jusqu'au 23 août 1945. l'Association générale de la presse belge proteste énergiquement contre la suspension de même que plusieurs personnalités.
La direction du journal réagit en sortant un hebdomadaire intitulé Le Wallon enchaîné (25 avril) dont le sous-titre est Hebdomadaire pour la Défense de la Liberté et de la Wallonie. Comme ce nouvel hebdo contient un article visant la suspension du Gaulois et intitulé Le bâillon, arme des gouvernements faibles, le jour même les exemplaires proposés à la vente sont saisis.

## La fin d'une expérience unique
En fait bien que plusieurs des collaborateurs du journal appartiennent à Wallonie libre, il existe des divergences entre ce mouvement wallon et le nouveau quotidien. Elles seront cependant aplanies. En janvier 1946, François Simon abandonne la direction du journal pour raisons de santé. Le quotidien s'est plus largement ouvert aux sections bruxelloises et wallonnes de Wallonie Libre. Il publie une revue de la presse flamande en vue de révéler aux lecteurs le sentiment flamand sur lequel se taisent les autres journaux de Bruxelles.
Même s'il est centré sur la question wallonne, le journal dissèque aussi au jour le jour la vie politique nationale, s'intéresse de près à l'organisation de la paix au lendemain du conflit, suit de près l'actualité littéraire et culturelle. Les différentes rubriques dites « de servitude » sont présentes : bulletin météorologique, loterie coloniale, programme de spectacles, nécrologie et offres d’emploi.
Le 30 mars 1946, c’est la fin d’un journal sans précédents ni héritiers dans la presse belge : un quotidien uniquement motivé par l’action wallonne. Il devient hebdomadaire. Mais le nombre de pages triple. À partir de décembre 1950, Le Gaulois est bimensuel, puis mensuel au cours de l’année 1951. En 1954, il adopte une parution trimestrielle. Il ne paraît plus entre le 27 juin 1953 et le 27 février 1954,  reparaît deux fois en 1955  et la dernière livraison date du 10 décembre 1955.